# Стаценко, Лука Митрофанович
Лука Митрофанович Стаценко (1909-1979) — старший сержант Рабоче-Крестьянской Красной армии, участник Великой Отечественной войны, полный кавалер ордена Славы.

## Биография
Лука Митрофанович Стаценко родился 11 октября 1909 года в посёлке Александровка (ныне — Аксайский район Ростовской области). После окончания начальной школы работал в колхозе, затем на заводе «Красный Аксай». В мае 1941 года Стаценко был призван на службу в Рабоче-Крестьянскую Красную Армию.
С начала Великой Отечественной войны — на её фронтах. Участвовал в Смоленском сражении, во время которого оказался в окружении и попал в немецкий плен. Содержался в лагере в городе Дорогобуже Смоленской области, откуда вместе с несколькими другими пленными сумел бежать. Скрывался на оккупированной территории, а в мае 1943 года, после освобождения, вновь поступил на службу.
Воевал командиром 76-миллиметрового орудия батареи 550-го стрелкового полка 126-й стрелковой дивизии 43-й армии. 17 августа 1944 года расчёт Стаценко в бою под городом Ионишкелис Литовской ССР уничтожил 2 автомашины с живой силой и пулемётный расчёт — в общей сложности более 15 немецких солдат и офицеров. За это он был удостоен ордена Славы 3-й степени.
2-3 февраля 1945 года к северо-западу от Кёнигсберга артиллеристы успешно подавили немецкую миномётную батарею, 4 пулемётные точки, 2 автомашины с боеприпасами, до 15 солдат и офицеров. За это Стаценко был награждён орденом Славы 2-й степени.
7 апреля 1945 года Стаценко участвовал в штурме форта № 5 в Кёнигсберге. Его расчёт, ведя огонь с открытой позиции, уничтожил 4 пулемётные точки и до 40 солдат и офицеров. Во время перехода через противотанковый ров артиллеристы уничтожили 3 станковых пулемёта. На следующий день ими было подавлено 2 миномётные батареи, уничтожено 2 пулемётные точки и 2 автомашины с боеприпасами. 29 июня 1945 года Указом Президиума Верховного Совета СССР Стаценко был удостоен ордена Славы 1-й степени.
В декабре 1945 года был демобилизован. Проживал в станице Егорлыкской Ростовской области, работал животноводом в колхозе. Умер 1 сентября 1979 года, похоронен на кладбище станицы Егорлыкской.

## Награды
- Орден Славы 1-й степени (29.06.1945);
- Орден Славы 2-й степени (27.02.1945);
- Орден Славы 3-й степени (18.09.1944);
- Медаль «За отвагу» (02.05.1944), «За боевые заслуги» (13.03.1944) и другие медали.